# 毛格冰原島峰
85°44′S 176°44′E / 85.733°S 176.733°E
毛格冰原島峰（英語：Mauger Nunatak）是南極洲的冰原島峰，位於杜費克海岸，屬於格羅夫納山脈的一部分，處於布洛克山東北面6公里，海拔高度2,780米，由新西蘭探險隊命名。